# Gustavo Jorge
Gustavo Martín Jorge (Lomas de Zamora, 24 de octubre de 1971) es un ex–jugador argentino de rugby que se desempeñaba como wing.

## Selección nacional
Fue convocado a los Pumas por primera vez con solo 18 años en octubre de 1989 para enfrentar a Os Tupis y disputó su último partido en junio de 1994 ante las Águilas. En total jugó 23 partidos y marcó 111 puntos, productos de 24 tries: a pesar de su promedio no fue tenido en cuenta por los seleccionadores nacionales.

### Participaciones en Copas del Mundo
Solo participó del Mundial de Inglaterra 1991 pero no jugó ningún partido.
| Mundial                       | Sede       | Resultado      | PJ | Tries |
| ----------------------------- | ---------- | -------------- | -- | ----- |
| Copa Mundial de Rugby de 1991 | Inglaterra | Fase de grupos | 0  | 0     |

## Palmarés
- Campeón del Sudamericano de Rugby A de 1989 y 1993.
- Campeón del Campeonato Argentino de Rugby de 1991, 1994, 1996, 1998, 1999, 2000, 2002 y 2003.
- Campeón del Torneo Nacional de Clubes de 1995.
- Campeón del Torneo de la URBA de 2005.